# Pierre de Ranchicourt
Pierre de Ranchicourt, mort le 26 août  1499, est un prélat français de la fin du XVe siècle, évêque d'Arras.

## Biographie
Il est le fils du chevalier Jean de Ranchicourt, chargé des affaires du comté de Nevers, et le neveu et protégé de l'influent Jean Le Jeune, évêque de Thérouanne.
Pierre de Ranchicourt est chancelier d'Amiens, chanoine à Liège et à Cambrai et archidiacre de Valenciennes, et ensuite évêque d'Arras. Ranchicourt est un ami intime du compositeur Guillaume Dufay.